# Omer (serial animowany)
Omer (fr. Omer et le fils de l’étoile, ang. Omer and the StarChild, pl. Omer i Syn Gwiazdy, 1992–1993) – francuski serial animowany dawniej emitowany w Polsce na kanale TVN w paśmie Bajkowe kino z polskim dubbingiem.

## Bohaterowie
- Omer – smok przemieniony w robaczka, tytułowy bohater serii, pomaga Danowi w jego misji.
- Dan – syn gwiazdy, główny bohater serii, jego zadaniem jest odnalezienie i przebudzenie dwunastu mędrców.
- Mistrz (Hoot) – sowa, przyjaciel Omera i Dana.
- Aum – mędrzec, ojciec Syreny, jest więziony przez Morkhana, wraz z dwunastoma czarownikami ma moc pokonania go.
- Stella – rozgwiazda, przyjaciółka Syreny.
- Syrena – córka Aum, więziona przez Morkhana, jest zakochana w Danie, ze wzajemnością.
- Dwunastu Czarowników – za sprawą Morkhana siedmiu z nich zostało uwięzionych w ciałach potworów (po jednym w każdym gatunku), czterech z nich zostało uwięzionych w ciałach ludzi czterech kolorów (po jednym z nich w każdej rasie: białej, żółtej, czerwonej i czarnej), a ostatni, najpotężniejszy z nich został uwięziony we wnętrzu Ziemi jako wielki wąż.
- Morgan (Morkhan) – czarownik, czarny charakter serii, pragnie zawładnąć światem, wróg Dana i Omera.
- Księżniczka Eranda (Veranda) – czarownica, pomaga Morkhanowi, służy jej siedem potworów.
- 7 Tarches – siedem potworów, słudzy Verandy:
  - Szef (Bigego; Moi-je)
  - Kłapciak (Virus)
  - Spaślak (Bobard)
  - Ćmok (Mok)
  - (Tremblotte)
  - Melo (Melo)
  - Ślepak (Ronflette)

## Obsada (głosy)
- Séverine Denis - Omer
- Luq Hamet - Dan
- Roger Lumont - Hoot
- Henri Labussière - Aum
- Stéphanie Murat - Stella
- Serge Blumental - Morkhan
- Marion Game - Veranda
- Gérard Surugue - Divers Tarches

## Wersja Polska (TVN)
- Wersja polska: Studio Sonica na zlecenie TVN
- Reżyseria: Jerzy Dominik
- Dialogi: Katarzyna Precigs
- Dźwięk i montaż: Agnieszka Stankowska
- Kierownictwo muzyczne: Marek Klimczuk
- Organizacja produkcji: Tadeusz Wacławski

Udział wzięli:
- Omer – Beata Wyrąbkiewicz
- Veranda – Jolanta Wołłejko
- Mistrz – Tomasz Grochoczyński
- Dan – Tomasz Kozłowicz
- Morkhan – Włodzimierz Bednarski
- Szef – Ryszard Olesiński
- Starzec – Andrzej Gawroński

oraz
- Jacek Bursztynowicz
- Jarosław Domin
- Jerzy Dominik
- Wojciech Machnicki
- Tomasz Marzecki
- Mieczysław Morański

Piosenka z tekstem: Marka Robaczewskiego
w wykonaniu: Olgi Bończyk i Jacka Bończyka
Lektor: Jerzy Dominik

## Spis odcinków
| N/o            | Polski tytuł | Francuski tytuł           |
| -------------- | ------------ | ------------------------- |
|                |              |                           |
| SERIA PIERWSZA |              |                           |
|                |              |                           |
| 01             |              | La prophétie              |
|                |              |                           |
| 02             |              | L'île des quatre statues  |
|                |              |                           |
| 03             |              | Le grand départ           |
|                |              |                           |
| 04             |              | La cité des Pyrènes       |
|                |              |                           |
| 05             |              | Les douze consciences     |
|                |              |                           |
| 06             |              | La cité des Trouillons    |
|                |              |                           |
| 07             |              | L'hydre noire             |
|                |              |                           |
| 08             |              | La cité des Tourneboules  |
|                |              |                           |
| 09             |              | Le vaisseau étoile        |
|                |              |                           |
| 10             |              | Le coeur des elfes        |
|                |              |                           |
| 11             |              | La cité des Ronflons      |
|                |              |                           |
| 12             |              | La planète du Morkhan     |
|                |              |                           |
| 13             |              | La cité des Mélos         |
|                |              |                           |
| 14             |              | La roue magique           |
|                |              |                           |
| 15             |              | La cité des Moks          |
|                |              |                           |
| 16             | Kometa Takai | La comète de Takaï        |
|                |              |                           |
| 17             |              | La cité des virus         |
|                |              |                           |
| 18             |              | Le peuple des Mout Mout   |
|                |              |                           |
| 19             |              | Le peuple des Oulicanthes |
|                |              |                           |
| 20             |              | Le livre de lumière       |
|                |              |                           |
| 21             |              | Le peuple des Oulicanthes |
|                |              |                           |
| 22             |              | Le fils des ténèbres      |
|                |              |                           |
| 23             |              | Syrena                    |
|                |              |                           |
| 24             |              | La méduse                 |
|                |              |                           |
| 25             |              | Le douzième fabuleux      |
|                |              |                           |
| 26             |              | Le dernier combat         |
|                |              |                           |